# Riport
Riport je zpravodajský text, jehož základem je referát, s využitím informačního a popisného slohu. Riport bezprostředně informuje o události prostřednictvím svědecké výpovědi, či pomocí delší zprávy, která je založena na svědecké výpovědi. Základem je živý popis osob, situace, okolností a podmínek, za kterých událost proběhla. Jsou zde přítomny prvky aktualizace, dynamizace, interpretací a hodnocení. Porušuje zásady informační kvality.